# اورئولوس
مانیوس آسیلیوس اورئولوس (به لاتین: Manius Acilius Aureolus) (درگذشتهٔ ۲۶۸) فرماندهٔ نظامی و غاصب امپراتوری روم برای مدت کوتاهی در ۲۶۸ بود.

## زندگی‌نامه
اورئولوس از اهالی داسیا بود و پیش از آنکه مدعی امپراتوری شود فرماندهی سواره‌نظام گالینوس، امپراتور وقت روم را از ۲۵۳ تا ۲۶۸ برعهده داشت. گالینوس در ۲۵۷ در صدد یافتن فرماندهی توانا برای سپاه سواره‌نظام مرکزی تازه‌تأسیس خود در مدیولانوم بود و سرانجام اورئولوس را برای این کار انتخاب کرد. نخستین عملیات این یگان در ۲۵۸ و در برابر حملهٔ آلامانی‌ها به ایتالیا انجام گرفت و اورئولوس موفق شد تا آن‌ها را پیش از رسیدن به مدیولانوم به‌طور کامل شکست دهد.
در ۲۶۰ او شورش دو مدعی امپراتوری، اینژنیوس در پانونیا و رگالیانوس در پانونیای علیا را درهم شکست و از آنجا که در این زمان او از آزادی لازم برای انجام فرمان‌هایش برخوردار بود، این بار یکی از زیردستانش به نام دومیتیانوس را برای سرکوب شورش خاندان ماکریانوس در تراکیه به آنجا فرستاد.
او سپس وارد نبرد با مدعی امپراتوری دیگری به‌نام پوستوموس در شمال ایتالیا شد و ریتیا را از او بازپس گرفت. اما در نهایت اورئولوس نیز به پوستوموس پیوست و در ۲۶۸ علیه گالینوس شورید و در مدیولانوم امپراتور خوانده شد. گالینوس برای سرکوب او لشگرکشید و مدیولانوم را محاصره کرد، اما خودش در این زمان به‌دست سپاهیانش به‌قتل رسید و یکی از فرماندهانش به نام کلودیوس گوتیکوس که در کشتن او دست داشت به امپراتوری رسید.
اورئولوس سرانجام در همان سال خود را تسلیم کلودیوس گوتیکوس نمود اما فوراً پس از دستگیریش اعدام شد.